# سحمر (يريم)

تعديل مصدري - تعديل

سحمر هي إحدى قرى عزلة بني مسلم بمديرية يريم التابعة لمحافظة إب، بلغ تعداد سكانها 886 نسمة حسب تعداد اليمن لعام 2004.